# Autogeminazione
In italiano, con autogeminazione (secondo la terminologia di Canepari) si indica il fenomeno per cui i fonemi [ʃ] (sc),  [ɲ]  (gn), [ʎ] (gl), [dz] e [ts] (z sorda e sonora) si pronunciano geminati quando nella catena del parlato si trovano in posizione intervocalica, pur mantenendo nella scrittura una grafia sempre scempia.
Il fenomeno pur essendo simile al raddoppiamento fonosintattico non viene in genere considerato tale poiché contrariamente a quest'ultimo può aversi sia al confine tra due parole, sia in mezzo alla parola:
lo zio /lo tˈtsiːo/
l'ozio /ˈl ɔttsjo/